# Литвиненко, Фёдор Григорьевич
Фёдор Григорьевич Литвине́нко (1873 — не ранее 1907) — член II Государственной думы от Киевской губернии.

## Биография
Православный, крестьянин села Пилява Степанской волости Каневского уезда.
Окончил церковно-приходскую школу. В юности ходил на полевые работы в Крым в качестве батрака. Был на военной службе в лейб-гвардии Кирасирском Его Величества полку. По выходе в запас поселился в Киеве, где держал бакалейную лавку, а затем вернулся в родное село и занялся земледелием (1 десятина).
6 февраля 1907 года был избран в члены II Государственной думы от Киевской губернии съездом уполномоченных от волостей. Входил в трудовую группу и фракцию Крестьянского союза. Активного участия в думской деятельности не принимал.
Судьба после роспуска II Государственной думы неизвестна.